# Johan Ludvig Runeberg
Johan Ludvig Runeberg (Jakobstad, 5 febbraio 1804 – Porvoo, 6 maggio 1877) è stato un prete, poeta e scrittore finlandese di lingua svedese, considerato il poeta nazionale della Finlandia. 
Runeberg si è anche adoperato nella stesura della nuova edizione della raccolta di inni per la Chiesa Luterana Evangelica di Finlandia, nota come Virsikirja, producendone diversi testi.

## Biografia
Runeberg studiò prima nelle città di Vaasa e Oulu, poi alla Reale Accademia di Åbo, dove divenne amico di Johan Vilhelm Snellman e Zacharias Topelius. I suoi studi vertevano principalmente sui classici latini e greci.
Molti dei suoi poemi parlano della vita rurale in Finlandia. Il più famoso di essi è Bonden Paavo ("il contadino Paavo", Saarijärven Paavo in finlandese), che parla di un piccolo proprietario terriero del povero villaggio di Saarijärvi e della sua determinazione e fede incrollabile nella provvidenza di fronte ad un clima rigido e ad anni di pessimi raccolti. È costretto ad aggiungere due parti di corteccia nel pane per evitare di morire di fame e condivide il poco che ha con i suoi vicini.

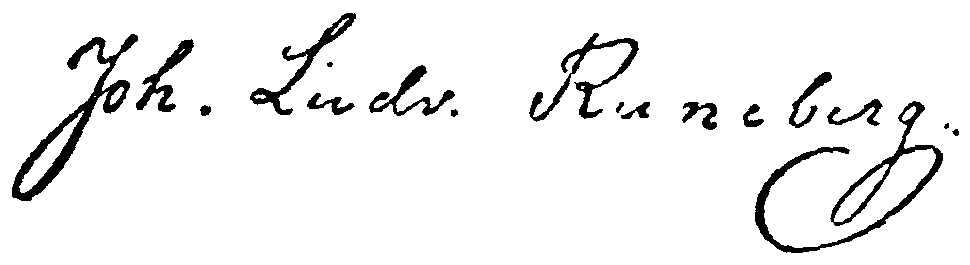
Autografo di J.L. Runeberg

L'opera più conosciuta di Runeberg è Fänrik Ståls sägner ("Le storie dell'alfiere Stål"), Vänrikki Stoolin tarinat in finlandese, scritta tra il 1848 e il 1860. Viene considerato il più importante poema epico finlandese dopo il Kalevala. Narra della Guerra di Finlandia del 1808-09 contro la Russia. Nella guerra la Svezia perse la Finlandia, che diventò un Granducato dell'Impero Russo. Il poema che è composto da episodi, enfatizza la comune umanità di entrambe le parti in conflitto, lodando in particolare l'eroismo dei finnici. La poesia che apre l'opera, Vårt land, ("La nostra Terra"), Maamme in finlandese, diventò l'inno nazionale finlandese. Runeberg viene celebrato il 5 febbraio di ogni anno.